# Euschmidtia burtti
Euschmidtia burtti är en insektsart som beskrevs av Marius Descamps 1964. Euschmidtia burtti ingår i släktet Euschmidtia och familjen Euschmidtiidae. Inga underarter finns listade i Catalogue of Life.